# Udimore
Udimore is een civil parish in het bestuurlijke gebied Rother, in het Engelse graafschap East Sussex met 369 inwoners.